# Ägidius Zsifkovics
Ägidius Johann Zsifkovics (Güssing, 16 aprile 1963) è un vescovo cattolico austriaco, dal 9 luglio 2010 vescovo di Eisenstadt.

## Biografia
Nasce a Güssing il 16 aprile 1963; viene ordinato sacerdote il 29 giugno 1987, dopo aver compiuto gli studi teologici e filosofici a Zagabria e Vienna. Segretario particolare del vescovo di Eisenstadt ottiene un dottorato in Diritto canonico presso la Pontificia Università Gregoriana. Successivamente viene nominato vice-cancelliere dell'ordinariato di Eisenstadt, di cui successivamente ne diviene cancelliere. Responsabile della sezione per il gruppo linguistico croato nella curia diocesana di Eisenstadt, direttore della rivista diocesana per i fedeli croati è, dal 1999, segretario generale della Conferenza episcopale austriaca. Il 9 luglio 2010 papa Benedetto XVI lo nomina vescovo di Eisenstadt; riceve l'ordinazione episcopale il 25 settembre dello stesso anno per mano del cardinale Christoph Schönborn, co-consacranti il cardinale Josip Bozanić e il vescovo Paul Iby.

## Genealogia episcopale
La genealogia episcopale è:
- Cardinale Scipione Rebiba
- Cardinale Giulio Antonio Santori
- Cardinale Girolamo Bernerio, O.P.
- Arcivescovo Galeazzo Sanvitale
- Cardinale Ludovico Ludovisi
- Cardinale Luigi Caetani
- Cardinale Ulderico Carpegna
- Cardinale Paluzzo Paluzzi Altieri degli Albertoni
- Papa Benedetto XIII
- Papa Benedetto XIV
- Papa Clemente XIII
- Cardinale Bernardino Giraud
- Cardinale Alessandro Mattei
- Cardinale Pietro Francesco Galleffi
- Cardinale Giacomo Filippo Fransoni
- Cardinale Carlo Sacconi
- Cardinale Edward Henry Howard
- Cardinale Mariano Rampolla del Tindaro
- Cardinale Rafael Merry del Val
- Cardinale Raffaele Scapinelli di Leguigno
- Cardinale Friedrich Gustav Piffl
- Vescovo Michael Memelauer
- Cardinale Franz König
- Cardinale Hans Hermann Groër, O.S.B.
- Cardinale Christoph Schönborn, O.P.
- Vescovo Ägidius Zsifkovics